# Гура Владесеј (Салаж)
Гура Владесеј (рум. Gura Vlădesei) насеље је у Румунији у округу Салаж у општини Галгау. Oпштина се налази на надморској висини од 241 m.

## Становништво
Према подацима из 2002. године у насељу је живело 19 становника, од којих су сви румунске националности.